# Aʾ
Le ẚ, appelé a demi-rond droit, est une lettre de l’alphabet latin. Il est composé d’une lettre a et d’un demi-rond droit.

## Représentations informatiques
Le a demi-rond droit peut être représentante avec les caractères Unicode suivants (Latin étendu additionnel) :
| formes    | représentations | chaînes de caractères | points de code | descriptions                              |
| --------- | --------------- | --------------------- | -------------- | ----------------------------------------- |
| minuscule | ẚ               | ẚ                     | U+1E9A         | lettre minuscule latine a demi-rond droit |

Formes correctes de ẚ dans plusieurs polices de caractères.

Formes incorrectes de ẚ dans plusieurs polices de caractères de Windows ou mac OS.

Le glyphe représentatif de U+1E9A LATIN SMALL LETTER A WITH RIGHT HALF RING dans Unicode 1.1 et Unicode 2.0  a le demi-rond droit clairement à droite de la lettre a, dans Unicode 3.0 et les versions suivantes, jusqu’à la version 5.0, le demi-rond droit est incorrectement suscrit à la lettre a. Ceci a été corrigé dans Unicode 5.1 et la position du demi-rond droit est de nouveau à droite de la lettre a. Sa décomposition de compatibilité est ‹ aʾ › <0061, 02BE>. Cependant, certaines polices de caractères ont encore le demi-rond droit au-dessus de la lettre a, lequel peut être confondu avec a demi-rond droit en chef ‹ a͗ ›.
| Glyphes | Versions d’Unicode                                                                    |
| ------- | ------------------------------------------------------------------------------------- |
|         | Forme correcte dans Unicode 1.1, Unicode 2.0, Unicode 5.1.0 et les versions suivantes |
|         | Forme incorrecte dans Unicode 3.0 jusqu’à Unicode 5.0                                 |

## Sources
- (en) Unicode Consortium, « Appendix H New Characters », dans The Unicode Standard, Version 1.1, 1993 (lire en ligne)
- (en) Unicode Consortium, « Errata Fixed in Unicode 5.1.0 », 2013
- «  Latin Extended Additional[1E00] », dans Le Standard Unicode, version 15.1, 2023 (lire en ligne)
- (en) «  Latin Extended Additional[1E00] », dans The Unicode Standard, version 16.0), 2024 (lire en ligne)